# The Love Boat
The Love Boat è un film tv del 1976, diretto da Richard Kinon e Alan Myerson.

## Trama
Divisa in 4 episodi la storia, basata sul romanzo The Love Boats di Jeraldine Saunders, narra delle avventure dei passeggeri di una nave da crociera lungo il tragitto California – Messico. 
Furono fatti due sequel (The Love Boat II e The New Love Boat) e soprattutto la famosa Serie Tv intitolata Love Boat.